# Стронгхерст (Илиноис)
Стронгхерст (енгл. Stronghurst) град је у америчкој савезној држави Илиноис.

## Демографија
По попису из 2010. године број становника је 883, што је 13 (-1,5%) становника мање него 2000. године.
| Група             | 2000.       | 2010.       |
| Белци             | 888 (99,1%) | 868 (98,3%) |
| Афроамериканци    | 1 (0,1%)    | 3 (0,3%)    |
| Азијати           | 0 (0,0%)    | 0 (0,0%)    |
| Хиспаноамериканци | 1 (0,1%)    | 1 (0,1%)    |
| Укупно            | 896         | 883         |